# Alingsås
Alingsås  è una città di 37 825 abitanti del Västergötland nella contea di Västra Götaland. La città è situata tra i due laghi Mjörn e Gerdsken.

## Amministrazione

### Gemellaggi
- Mont-de-Marsan, dal 1956